# Hungry Heart
"Hungry Heart" is een nummer van de Amerikaanse artiest Bruce Springsteen. Het nummer verscheen op zijn dubbelalbum The River uit 1980. Op 21 oktober van dat jaar werd het nummer uitgebracht als de eerste single van het album.

## Achtergrond
"Hungry Heart" is geschreven door Springsteen zelf en geproduceerd door Springsteen, Jon Landau en Steven Van Zandt. Springsteen ontmoette Joey Ramone in Asbury Park, New Jersey, die hem vroeg om een nummer te schrijven voor zijn band Ramones. Springsteen schreef "Hungry Heart" diezelfde avond, maar besloot om het zelf te houden op advies van zijn producer en manager Landau. Springsteen gaf in het verleden al een aantal succesvolle nummers weg, waaronder "Blinded by the Light", "Because the Night" en "Fire", en Landau wilde graag dat deze trend niet voortgezet zou worden. De titel is afkomstig uit een regel van het gedicht Ulysses van Alfred Tennyson: "For always roaming with a hungry heart". Op 8 december 1980 zei John Lennon, kort voordat hij vermoord werd, dat hij het een goed nummer vond en vergeleek het met zijn eigen nummer "(Just Like) Starting Over", dat drie dagen na "Hungry Heart" was uitgebracht.
De stem van Springsteen werd op de uiteindelijke opname van "Hungry Heart" ietwat versneld afgespeeld, waardoor zijn stem hoger klonk. The Turtles-leden Mark Volman en Howard Kaylan verzorgden de achtergrondzang op het nummer. Het nummer werd de grootste hit van Springsteen tot dan toe met een vijfde plaats in de Amerikaanse Billboard Hot 100 als hoogste notering. In het Verenigd Koninkrijk behaalde het slechts de 44e plaats in de hitlijsten. In Nederland kwam het niet in de Top 40 terecht, maar piekte het wel op de zestiende plaats in de Tipparade. In 1995 werd het nummer opnieuw uitgebracht op single ter gelegenheid van Springsteens verzamelalbum Greatest Hits en kwam het tot plaats 28 in het Verenigd Koninkrijk. Ook deze keer werd de Nederlandse Top 40 niet bereikt, maar kwam het wel op de achtste plaats in de Tipparade en de 46e plaats in de Mega Top 50.
Er werd geen videoclip uitgebracht voor de oorspronkelijke uitgave van "Hungry Heart", maar bij de heruitgave in 1995 werd wel een clip gemaakt. Deze werd opgenomen op 9 juli 1995 in het Café Eckstein in Berlijn. In de videoclip komen Wolfgang Niedecken en zijn Leopardefellband voor, alhoewel zij niet op de audio van het nummer te horen waren; in de zogeheten "Berlin 95"-versie werden enkel de live-opname van de stem van Springsteen en de geluiden uit het publiek over de muziek van de oorspronkelijke studio-opname gelegd.
"Hungry Heart" is gebruikt in de films Kvish l'lo motzah (1982), Risky Business (1983), Peter's Friends (1992), The Wedding Singer (1998), The Perfect Storm (2000) en Warm Bodies (2013) en de televisieserie The Handmaid's Tale. Daarnaast is het gecoverd door een groot aantal artiesten, waaronder Minnie Driver, Juanes, Smokie, Rod Stewart en Paul Young.

## Hitnoteringen

### Mega Top 50
| Hitnotering: 14-10-1995 t/m 28-10-1995 | Hitnotering: 14-10-1995 t/m 28-10-1995 | Hitnotering: 14-10-1995 t/m 28-10-1995 | Hitnotering: 14-10-1995 t/m 28-10-1995 | Hitnotering: 14-10-1995 t/m 28-10-1995 |
| Week                                   | 1                                      | 2                                      | 3                                      |                                        |
| -------------------------------------- | -------------------------------------- | -------------------------------------- | -------------------------------------- | -------------------------------------- |
| Positie                                | 46                                     | 46                                     | 46                                     | uit                                    |

### NPO Radio 2 Top 2000
| Nummer met noteringen in de NPO Radio 2 Top 2000 | '09  | '10  | '11  | '12  | '13  | '14  | '15  | '16  | '17  | '18  | '19  | '20  | '21  | '22  | '23  | '24  |
| ------------------------------------------------ | ---- | ---- | ---- | ---- | ---- | ---- | ---- | ---- | ---- | ---- | ---- | ---- | ---- | ---- | ---- | ---- |
| Hungry Heart                                     | 1523 | 1231 | 1303 | 1266 | 1010 | 1046 | 1325 | 1123 | 1386 | 1390 | 1254 | 1370 | 1617 | 1572 | 1480 | 1846 |

1. ↑  Een vetgedrukt getal geeft de hoogste notering aan.
2. ↑  2009 was het eerste jaar met een notering voor dit nummer.

E Street Band: Bruce Springsteen · Roy Bittan · Nils Lofgren · Patti Scialfa · Garry Tallent · Steven Van Zandt · Max Weinberg
Jake Clemons · Charles Giordano · Soozie Tyrell
Voormalige leden: Ernest Carter · Clarence Clemons · Danny Federici · Vini Lopez · David Sancious
Voormalige tourmuzikanten:
Everett Bradley · Barry Danielian · Clark Gayton · Curtis King · Suki Lahav · Ed Manion · The Miami Horns · Cindy Mizelle · Michelle Moore · Tom Morello · Curt Ramm · Jay Weinberg